# صندوق ذخیره فرهنگیان
صندوق ذخیره فرهنگیان مؤسسه‌ای اقتصادی و خصوصی است که در سال ۱۳۷۴با هدف ارتقاء وضعیت معیشتی فرهنگیان در زمان بازنشستگی، از طریق تشویق و ترغیب ایشان به مشارکت فعال در فعالیت‌های اقتصادی، بازار سرمایه و ایفای نقش پر رنگ در اقتصاد کشور تأسیس شد. صندوق ذخیره فرهنگیان با داشتن چهار هلدینگ پتروشیمی و انرژی، مالی و سرمایه‌گذاری، ساختمانی و خدمات و حدود ۳۰ شرکت اصلی زیر مجموعه این هلدینگ‌ها، در حال فعالیت اقتصادی به منظور کسب سودآوری و تولید ثروت برای فرهنگیان عضو است و کلیه دارایی‌های آن نیز متعلق به اعضا است.

## تأسیس
در اواخر سال ۱۳۷۳ اندیشه ارتقاء معیشتی و رفاه فرهنگیان به عنوان یک موضوع جدی و یکی از دغدغه‌های اصلی مسئولان فرهنگی کشور مطرح شد و مسئولان وقت وزارت آموزش و پرورش را بر آن داشت تا با ارائه طرح افزایش قدرت مالی دوران بازنشستگی، در راستای تحقق این هدف مهم تلاش نمایند.
در نهایت طرح مذکور در وزارت آموزش و پرورش کامل شد و با تصویب مجلس شورای اسلامی، مؤسسه صندوق ذخیره فرهنگیان در تاریخ ۱۳۷۴/۳/۷ در اجرای تبصره ۶۳ قانون برنامه دوم توسعه اقتصادی، اجتماعی و فرهنگی جمهوری اسلامی ایران طی تصویب‌نامه شماره ۱۳۵۹/ت۱۴۹۵۶-هـ مورخ ۱۳۷۴/۲/۱۱ هیئت وزیران، تأسیس و در اداره ثبت شرکت‌ها، ثبت گردید و تا به امروز طی برنامه سوم توسعه، ماده ۱۴۷ و ماده ۵۳ برنامه چهارم توسعه نیز استقرار یافته‌است.

## شرکت‌های وابسته
صندوق ذخیره فرهنگیان دارای چهار هلدینگ پتروشیمی و انرژی، مالی و سرمایه‌گذاری، ساختمانی و خدمات و حدود ۳۰ شرکت زیرمجموعه است.
در سال 1402 هیات امنا تکلیف نمود موسسه صندوق ذخیره فرهنگیان به صنعت معدن ورود نماید

### گروه پتروشیمی و انرژی
- شرکت پترو فرهنگ
- شرکت کیمیای پارس خاورمیانه
- شرکت پتروشیمی مروارید
- شرکت نیروگاهی زیرساخت تولید انرژی‌های پاک (مفنا)
- شرکت پتروشیمی خراسان
- پتروشیمی آریا
- قطب پتروشیمی سپهر لاوان
- شیمیایی لاوان
- سرمایه‌گذاری سیراف انرژی
- پتروالفین فن آوران
- پتروشیمی کیان
- هلدینگ انرژی سپهر
- تجارت بین‌الملل سکو (سیتکو)
- صنایع پتروشیمی دنا
- صنایع پتروشیمی سبلان
- پتروشیمی مهتاب پارسیان
- پتروشیمی پردیس آذربایجان

### گروه مالی و سرمایه‌گذاری
- ماشین‌سازی اراک
- شرکت پلور سبز
- شرکت بازرسی مهندسی و صنعتی ایران
- بانک سرمایه
- بیمه معلم
- شرکت سرمایه‌گذاری فرهنگیان
- شرکت کارگزاری اردیبهشت ایرانیان
- شرکت ایران ارقام
- تولیدی قند کرج
- سرمایه‌گذاری سامان فرهنگیان
- لیزینگ و رفاه فرهنگیان
- فولادسازان دماوند
- آتیه ساوالان
- بناگستران هشتم توس
- سرمایه‌گذاری تدبیر فرهنگیان
- کارگزاری اردیبهشت ایرانیان
- ایران ارقام
- سرمایه گذاری سرمایه گستر سهند

فولاد سازان امیرآباد

### گروه ساختمان
- شرکت ساختمانی معلم
- شرکت تأمین مسکن فرهنگیان
- شرکت طرح و توسعه آریا عمران پارس
- شرکت پدید آوران اطلس پارس
- پارس گوهر بین‌الملل
- شرکت آرتا لطیف سبلان
- آلوپن

### گروه خدمات
- شرکت خدمات مسافرتی و جهانگردی زاگرس
- شرکت سرمایه‌گذاری اقتصاد و رفاه فرهنگیان
- شرکت فرایند نوین فرهنگیان
- خدمات بیمه ای امید آسایش
- خدمات بیمه ای شرف اطمینان
- تجهیزات مدارس ایران
- صنایع آموزشی
- مسافرتی زاگرس
- هواپیمایی اروان
- پژوهش و نوآوری[۲]

## پرونده فساد اقتصادی
در شهریور ۱۳۹۵، یکی از اعضای فراکسیون مبارزه با مفاسد اقتصادی مجلس، از فساد در این صندوق خبر داد. در ۱۸ مهرماه ۱۳۹۵، به گفته سایت‌های خبری، مدیر عامل صندوق ذخیره فرهنگیان (شهاب الدین غندالی) توسط قوه قضاییه دستگیر و پس از تفهیم اتهام، با قرار بازداشت موقت روانه زندان شد.